# Battaglia di Rastarkalv
La battaglia di Rastarkalv (Slaget på Rastarkalv) fu un episodio militare che si svolse nel 955 sull'isola di Frei tra l'esercito del sovrano norvegese Hákon I il Buono e quello dei figli di Eiríkr Blódøx guidati da Harald Eiríksson.

## Antefatti
Nel 934 Hákon Haraldsson, detto Aðalsteinsfóstri ("adottato da Æthelstan"), appena sedicenne, fu incitato dal padre adottivo, Æthelstan, re degli anglosassoni, a ritornare in Norvegia con una flotta e un esercito al fine di spodestare dal trono il violento fratellastro Eiríkr, detto Blódøx ("Ascia Insanguinata"). Sbarcato nel Trøndelag, riuscì a convincere gran parte del popolo e della nobiltà a supportare le sue rivendicazioni costringendo infine Eiríkr Blódøx a fuggire in esilio in Inghilterra insieme alla sua famiglia e ai norvegesi che gli erano rimasti fedeli. Verso il 950 Hákon intraprese una campagna militare in Danimarca a danno dei vichinghi locali al fine di punirli per le continue scorrerie lungo le coste meridionali della Norvegia. Questa azione militare fece infuriare re Harald I di Danimarca, detto Blåtand ("Dente Azzurro"), che pensò di vendicarsi accogliendo Gunnhildr, sua sorella nonché moglie di Eiríkr insieme ai suoi figli, pensando di poterli sfruttarli in futuro come arma contro Hákon.
Crescendo i figli di Eiríkr nutrirono un desiderio sempre maggiore di vendetta nei confronti dello zio che aveva spodestato il padre e sostenuti dal re danese, iniziarono ad effettuare frequenti scorrerie che culminarono nel 953 con una vittoria sulla flotta di Tryggvi Óláfsson al largo di Sotenäs, cui seguì l'occupazione del Vík e di parte dell'Agder. Hákon, informato della situazione, decise di abbandonare il suo proposito di cristianizzare la Norvegia e dopo essersi riconciliato con la nobiltà e il popolo del Trøndelag grazie a Sigurðr Hákonarson, radunò un esercito, allestì la flotta e salpò verso il sud della Norvegia per affrontare i nemici. Le due flotte sbarcarono i loro uomini sull'isola di Karmøy, nel Rogaland, ne seguì uno scontro militare che passò alla storia con il nome di battaglia di Avaldsnes, dal nome del vicino villaggio. Hákon riuscì a sconfiggere i figli di Eiríkr guidati da Guthormr Eiríksson (che cadde in battaglia) e li inseguì sino alla costa dell'Agder. In seguito riformò le modalità di allestimento della flotta a scopo sia difensivo che offensivo introducendo per la prima volta il leiðangr, fondato sulla divisione dei territori costieri e di parte dell'entroterra in vari distretti a loro volta suddivisi in skipreiða, comunità i cui abitanti dovevano garantire a loro spese l'allestimento e l'equipaggiamento di una nave in caso di mobilizzazione generale conseguente ad un attacco nemico. Per rendere più efficiente il dispiegamento della flotta, Hákon fece costruire una catena di fuochi di segnalazione sulle montagne che attraversava tutto il regno.
Nel 955 i figli di Eiríkr, capitanati da Gamli Eiríksson, tornarono ad attaccare la Norvegia. Dopo aver imbarcato un grande esercito di vichinghi norvegesi e danesi su venti navi salparono dal Vendsyssel e grazie al vento favorevole raggiunsero rapidamente la costa dell'Agder. Continuarono poi a remare giorno e notte verso ovest seguendo la costa senza essere avvistati dalle sentinelle che conseguentemente non accesero i fuochi di segnalazione. Secondo Snorri Sturluson la ragione del mancato allarme è da attribuirsi all'uso comune di procedere con l'accensione dei fuochi da est verso ovest ma in quel caso le sentinelle delle regioni più orientali non si accorsero della presenza della flotta nemica. Un altro motivo è da ricercarsi nelle scorrerie di scarsa entità cui era stata soggetta la costa meridionale della Norvegia nei mesi precedenti, condotte sia dai figli di Eiríkr che da altri vichinghi, che avevano portato le sentinelle ad accendere erroneamente i fuochi credendo che si trattasse di attacchi di grande entità. Ne era derivata un'inutile mobilitazione dell'esercito e la flotta, con annesso spreco di tempo e risorse, per questo motivo re Hákon aveva previsto pesanti sanzioni a coloro che fossero stati responsabili di questi falsi allarmi. Questi motivi avevano insomma portato le sentinelle ad adottare maggiore cautela e ad abbassare la guardia, tanto che la flotta dei figli di Eiríkr poté giungere indisturbata sino allo stretto di Ulvesundet, poco a sud della Penisola di Stad, dove sostò per sette giorni.
Finalmente la flotta nemica fu avvistata e un messaggero corse ad avvertire il re, che si trovava nella residenza di Birkenstrand, presso l'isola di Frei, nel Nordmøre. In quel momento tuttavia Hákon poteva disporre solo del suo seguito e dei contadini dell'isola e si trovava quindi in grande inferiorità numerica. Convocò pertanto un consiglio di guerra invitando tutti gli uomini più saggi dell'isola decidere sul da farsi. Prese la parola Egill, detto "Camicia di Lana" (Ullserkr), un uomo ormai molto anziano ma ancora vigoroso, che era stato un grande guerriero nonché portabandiera durante il regno di Harald I Bellachioma. Ricordò a tutti come il defunto re non si fosse mai consultato con i suoi consiglieri affinché lo convincessero a fuggire quando le forze nemiche erano in superiorità numerica ed esortò a seguire quell'esempio. Si decise così di scendere in battaglia e il re inviò messaggeri per radunare quanti più soldati possibili nel tempo a disposizione.

## Battaglia
Passata la Penisola di Stad la flotta dei figli di Eiríkr venne a conoscenza della posizione del re e si portò in quel luogo. Hákon uscì da Birkestrand con nove navi e incontrò il nemico nello stretto di Freyarsund. Mandò a dire che aveva intenzione di battersi con loro presso i campi di Rastarkalv, un'area lievemente ondulata nella parte meridionale dell'isola di Frei con alle spalle i pendii boscosi del Fredarberg. I figli di Eiríkr accettarono, sbarcarono nella costa sud-occidentale dell'isola poi si portarono in quei campi e si schierarono presso i pendii orientali del monte. Ad Egill allora venne in mente uno stratagemma: chiese al re di fornirgli dieci uomini ed altrettante bandiere e una volta sbarcato risalì il Fredarberg dalla parte opposta rispetto al nemico, posizionandosi alle sue spalle. Hákon nel frattempo schierò i suoi uomini su un lungo fronte in modo da evitare l'accerchiamento dal momento che le forze nemiche erano almeno il doppio delle sue, poi attaccò. Mentre ai piedi del Fredarberg infuriava una cruenta mischia, Egill ordinò ai suoi uomini di distanziarsi e di spiegare i vessilli facendo in modo che spuntassero tra la vegetazione. I danesi che si trovavano più in alto rispetto al resto del loro esercito videro numerose bandiere spuntare tra gli alberi e temendo di essere accerchiati e tagliati fuori dalle navi, avvertirono i compagni del pericolo imminente per poi darsi alla fuga verso le imbarcazioni. I norvegesi di Hákon ne approfittarono per inseguirli e massacrarli.
Gamli Eiríksson si ritirò con i suoi verso una delle creste del monte e da quella posizione elevata si avvide di essere stato giocato, dato che alle sue spalle non vi era alcun nemico. Allora fece squillare le trombe, dispiegò la sua bandiera e dopo aver riorganizzato i propri uomini si preparò a resistere. Quei norvegesi che non erano fuggiti alle navi si raggrupparono attorno a lui e quando le truppe di Hákon li raggiunsero, rinnovarono la battaglia. Alla fine la superiorità numerica favorì Hákon e i nemici si divisero in due gruppi: uno guidato da Gamli fuggì verso le navi, l'altro salì ulteriormente il monte portandosi verso sud-ovest e asserragliandosi su un'altura. Hákon inseguì questo secondo gruppo e lo costrinse a spingersi sempre più verso ovest dove il monte scendeva a precipizio. Quegli uomini si difesero valorosamente ma alla fine vennero tutti uccisi o morirono precipitando dalla rupe.
Gamli e i suoi fratelli si riorganizzarono ancora una volta schierando i soldati rimasti a loro disposizione nella piana che si trovava a valle dei pendii meridionali del Fredarberg. Furono aggrediti con violento assalto da Egill che ora comandava parte degli uomini del re. Nella mischia Gamli fu gravemente ferito ma Egill cadde insieme a molti dei suoi uomini. Infine giunsero i norvegesi guidati re Hákon in persona che attaccarono frontalmente il nemico costringendo a ripiegare. Quando i figli di Eiríkr raggiunsero le navi s'avvidero che molte erano salpate e si trovavano già al largo mentre altre si erano arenate, così si gettarono in acqua e nuotarono finché furono salvati dai compagni poi salparono alla volta della Danimarca. Gamli tuttavia cadde presso le rive dell'isola.

## Conseguenze
Terminata la battaglia re Hákon ordinò di trascinare in secca tutte le navi catturate, poi vi fece deporre il corpo di Egill e di tutti i soldati caduti quindi le ricoprì di pietre e di terra formando grandi tumuli.
Un importante monumento in pietra situato nei pressi della chiesa di Frei ricorda questo episodio militare: è composto da un obelisco memoriale in onore di Egill Ullserkr e dei suoi uomini che morirono nella battaglia di Rastarkalv. Nel 1955 re Haakon VII di Norvegia visitò il comune commemorando la battaglia.
La battaglia di Rastarkalv garantì al Regno di Norvegia circa sei anni di pace ma come quella di Avaldsnes non si rivelò decisiva. Nel 961 i figli di Eiríkr tornarono ad affrontare Hákon nella battaglia di Fitjar dove furono sconfitti ma riuscirono a ferirlo mortalmente. Prima di morire, Hákon volle che il regno passasse nelle loro mani. Harald Eiríksson, detto Manto Grigio (Gráfell), emerse quale nuovo re di Norvegia aprendo un periodo travagliato che portò infine alla temporanea sottomissione della Norvegia al Regno di Danimarca sotto Harald I Dente Azzurro.